# Louis Theroux
Louis Theroux, född 20 maj 1970 i Singapore, är en brittisk TV-journalist, son till den amerikanske författaren Paul Theroux. Theroux flyttade till Storbritannien som barn och är uppvuxen i London. Han är kusin till den amerikanske skådespelaren Justin Theroux.
Theroux har gjort sig känd för sina programserier Weird Weekends och When Louis Met, i vilka han intervjuar och tillbringar tid tillsammans med personer som på olika sätt lever udda liv eller har extrema åsikter. Han har också gjort en serie TV-dokumentärer för BBC2. Exempel på folk som han gjort TV-program om är Westboro Baptist Church, vit makt-duon Prussian Blue, svart makt-grupper, ufologer, TV-predikanter, porrskådespelare, survivalister, bodybuilders och scientologer.
Theroux har vunnit ett BAFTA Award och nominerats för en Emmy. 2010 fick han pris som "Best Presenter" av Royal Television Society för sin TV-dokumentär A Place for Paedophiles.
Han har även skrivit en bok om sina erfarenheter bland dessa udda personer.

## Böcker
- The Call of the Weird: Travels in American Subcultures (2005)